# Okręg Saint-Amand-Montrond
Okręg Saint-Amand-Montrond (fr. Arrondissement de Saint-Amand-Montrond) – okręg w środkowej Francji, w departamencie Cher. Populacja wynosi 67 300.

## Podział administracyjny
W skład okręgu wchodzą następujące kantony:
- Charenton-du-Cher,
- Châteaumeillant,
- Châteauneuf-sur-Cher,
- Châtelet,
- Dun-sur-Auron,
- Guerche-sur-l'Aubois,
- Lignières,
- Nérondes,
- Saint-Amand-Montrond,
- Sancoins,
- Saulzais-le-Potier.